# Geopolítica da Antártida

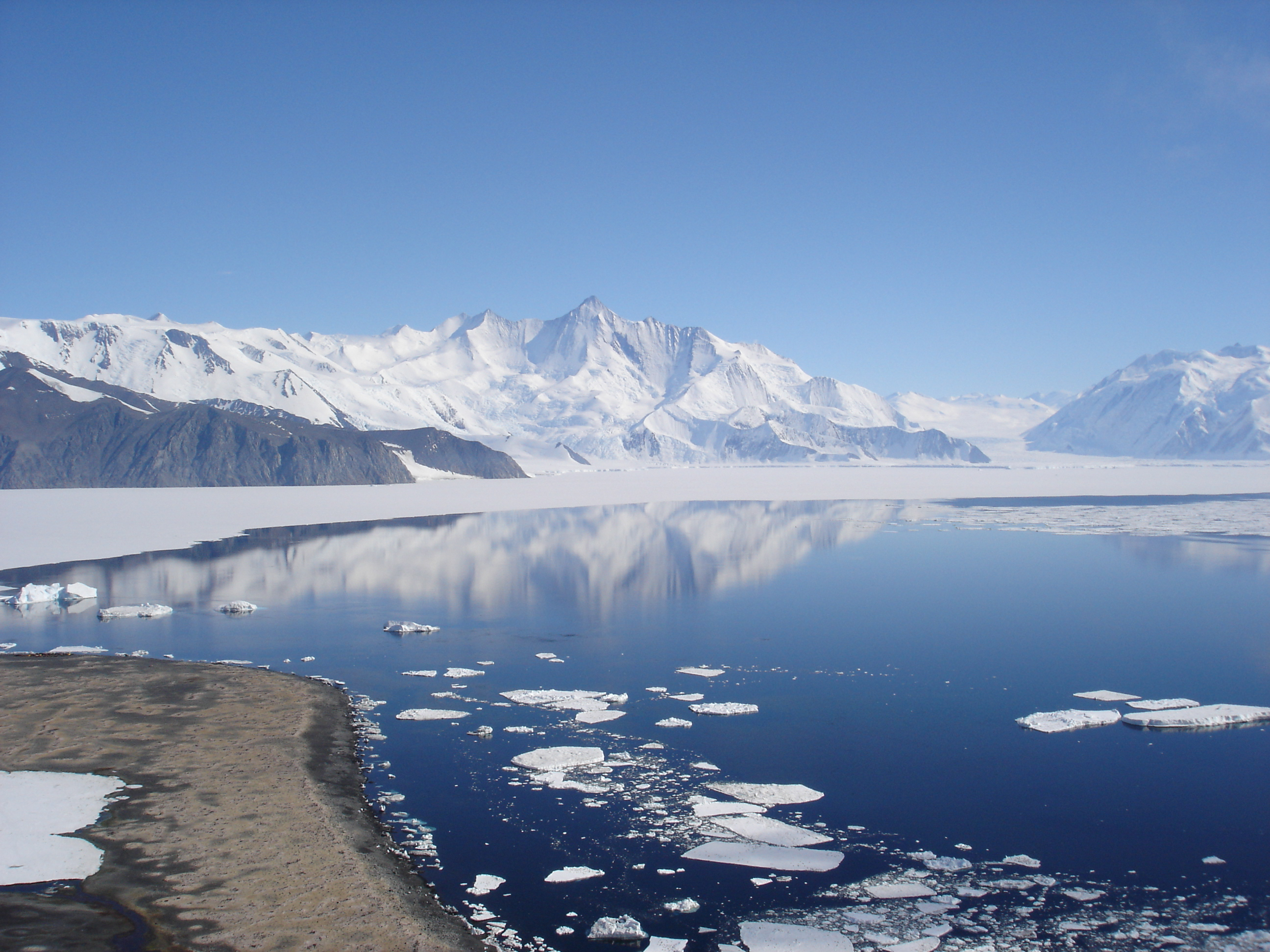
O monte Herschel.

Em 1820 três expedições atingiram o continente antártico: a do russo Bellingshausen, a do britânico Bransfield e a do americano Palmer. Mas apenas em 1907 o explorador Roald Amundsen atingiu o Polo Sul.
Seguiram-se outras expedições e surgiram as primeiras reivindicações territoriais sobre o continente.
Em 1944 foram estabelecidas as primeiras estações permanentes de pesquisa.
A I Conferência Antártida, realizada em Paris no mês de julho do mesmo ano, estabeleceu as regras para a ocupação do continente e reuniu doze países.
Em  1957 é realizado o AGI - Ano Geofísico Internacional -, com a construção das bases americanas Amundsen-Scott nas fronteiras do Pólo Sul e Vostok da União Soviética no chamado pólo da inacessibilidade, a região mais fria da Terra.
O Tratado Antártico foi assinado  em 1 de dezembro de 1958 e passou a vigorar em 1961, estabelecendo que ao sul do paralelo 60, que encerra o Continente Antártico, as nações interessadas poderiam utilizar, além do próprio Continente, ilhas, oceanos e mares, apenas para desenvolvimento científico para fins pacíficos.
Em 1991, o tratado propunha uma divisão do continente gelado entre os países que integrassem a Comunidade científica Antártida.
Quando do estabelecimento desse tratado, em 1959, apesar da ambição de alguns países na divisão do continente, a ocupação das áreas geladas da  Antártida poderia servir como pretexto para o acirramento das disputas entre as grandes potências do Século XX, que já viviam na era de preocupação com os programas nucleares ofensivos às paisagens naturais, principalmente à água doce essencial para a sadia manutenção da biosfera na Terra, e, consequentemente, dos Ecossistemas (Nichos Ecológicos), naturalmente estabelecidos pela ação da natureza durante a história planetária de movimentação das placas tectônicas e transformação dessas.
Apesar de seu aspecto aparentemente democrático e aberto, o Tratado Antártico, que, condicionava a partilha do Continente ao desenvolvimento de pesquisas "in loco", excluía as nações tecnologicamente mais atrasadas.
No entanto, o cenário geopolítico sofreu alterações no decorrer dos anos. As estratégias militar e econômica nocivas do passado cederam lugar à preocupação geográfico-ecológica dos dias atuais; como resultado disso, tivemos a conferência de Madri de 1991, que condicionou a ação dos países presentes na Antártida ao campo científico,e ratificada pela ECO-92, estabeleceu parâmetros para a ação do ser humano na região.Assim, a Antártida inseriu-se na questão estratégica global do ponto de vista tático, econômico, científico e ambiental.
Do ponto de vista tático, era de interesse da potências militares do Século XX, dispor do Continente Antártico para a realização de testes nucleares e, ao mesmo tempo, agregar ao continente armas estratégicas fundamentais para o controle de posições importantes no hemisfério austral.
Economicamente, o Continente Antártico situa-se numa posição estratégica dos transportes mundiais, pois a navegação oceânica ou aérea na região e/ou adjacências é de fundamental importância para os países do hemisfério sul e na ligação oriente-ocidente, excetuando-se as águas do Ártico e o Canal do Panamá.
Além dos transportes, as reservas naturais da Antártida constituem importantes recursos futuros, seja de água doce ( hoje sabe-se que são 90% das reservas mundiais), minerais metálicos e atômicos e combustíveis fósseis. Considera-se o potencial alimentar das águas antárticas, como baleias, peixes, o Krill e outros pertencentes ao Ecossistema local.
No campo científico, as pesquisas da comunidade antártica vêm-se revelando bastante importantes, contribuindo significativamente no estudo do clima, dinâmica das geleiras, Paleoclima, Evolução, Astronomia, Biologia (e Ecologia),  Geologia e também em outras áreas relativas ao estudo da vida no planeta.
Os aspectos relacionados ao meio ambiente encontram na Antártida um campo de estudo amplo, em que se destacam os esforços para a compreensão da dinâmica do processo de glaciação e no acompanhamento da evolução dos danos provocados pelo ser humano na camada de ozônio.